# Lilium stewartianum
Lilium stewartianum là một loài thực vật có hoa trong họ Liliaceae. Loài này được Balf.f. & W.W.Sm. miêu tả khoa học đầu tiên năm 1922.